# Göran Bengtz
Göran Bengtz, född 30 november 1941, är en åländsk politiker (centerpartist).
Han var näringsminister i Ålands landskapsstyrelse 1988–1991 och ledamot av Ålands landsting (senare lagting) 1971–1979, 1987–1988 och 1991–1999.